# TSV 1860 Weißenburg
Der TSV 1860 Weißenburg (offiziell: Turn- und Sportverein 1860 Weißenburg e.V.) ist ein Sportverein aus Weißenburg im Landkreis Weißenburg-Gunzenhausen. Der Verein wurde im Jahr 1860 gegründet. In seiner jetzigen Form besteht er allerdings erst seit 1989. Die Fußball-Abteilung des Vorgängervereines TSV Weißenburg nahm an der Hauptrunde des DFB-Pokal 1974/75 teil.

## Geschichte
1989 fusionierten der TV 1860 Weißenburg und der TSV Weißenburg zum TSV 1860 Weißenburg. Die Fußballer der TSV Weißenburg hatten sich in der Saison 1974/75 für die Hauptrunde des DFB-Pokals qualifiziert.

### Fußball
Zur Saison 1974/75 konnte sich der Verein als einer der Amateurvereine aus Bayern für die Hauptrunde des DFB-Pokal qualifizieren. Dort unterlag man mit 0:5 der SpVgg Fürth.
In der Saison 2004/05 spielte der Verein in der Bezirksliga Mittelfranken Süd. In der Saison 2005/06 konnte dank dem zweiten Platz in der Liga der Aufstieg zur nächsten Saison in die Bezirksoberliga Mittelfranken klargemacht werden. Diese Saison konnte mit 47 Punkten auf dem 6. Platz abgeschlossen werden. Nach der Saison 2008/09, musste dann aufgrund des vorletzten Platzes, wieder der Abstieg in die Bezirksliga hingenommen werden. Nach der Saison 2011/12 ging es dann sogar hinunter in die Kreisliga West NM/J. Diese Liga konnte dann auch erst nach der Saison 2013/14 als Meister verlassen werden. Durch den zweiten Platz in der Saison 2018/19 kam der Verein in eine Relegationsrunde gegen den Landesligisten FSV Stadeln. Das erste Spiel konnte zwar mit 2:1 gewonnen werden, das Rückspiel ging dann aber in der Verlängerung verloren. In der gleichen Saison konnte die Mannschaft zudem noch am Bayerischen Pokal teilnehmen. Dort konnte man die 1. Runde erfolgreich mit einem 2:0 gegen den TSV Kornburg abschließen, scheiterte in der nächsten Runde dann aber mit 1:8 am VfB Eichstätt.

#### Trainerhistorie
- 1969 bis 1971: Klaus-Peter Jendrosch

## Schach
Die Schachabteilung des Vereins spielt im Bayerischen Schachbund im Schachbezirk Mittelfranken-Süd und hat mit Stand 2019 27 gemeldete Spieler.

## Bekannte Personen
- Thomas Döbler (Prellballspieler)
- Antonia Katheder (Taekwondoin)
- Claus Wagner (ehemaliger Vorsitzender)